# Застосування штучного інтелекту
Застосування штучного інтелекту — процес активного використання найсучасніших наукових досягнень у сфері інформатики в різноманітних галузях життєдіяльності суспільства.

## Сфери застосування ШІ
Штучний інтелект (ШІ) має багато застосування в сучасному суспільстві. Більш конкретно, ШІ використовуються для медичної діагностики, електронної комерції, дистанційного керування роботами та дистанційного зондування Землі. ШІ використовується для розробки та розвитку численних галузей, включаючи фінансування, охорону здоров'я, освіту, транспорт та інші.

## ШІ для добрих намірів
Деякі американські академічні установи використовують ШІ для вирішення деяких найбільших економічних та соціальних проблем у світі. Наприклад, Університет Південної Каліфорнії запустив Центр штучного інтелекту в суспільстві з метою використання ШІ для вирішення соціально значущих проблем, таких як безпритульність. У Стенфорді дослідники використовують ШІ для аналізу супутникових зображень, щоб визначити, які області мають найвищий рівень бідності.

## Військова справа
ШІ є важливою технологією перспективних систем управління поля бою та озброєнням. За допомогою ШІ можливо забезпечити оптимальний та адаптивний до загроз вибір комбінації сенсорів і засобів ураження, скоординувати їх сумісне застосування, виявляти та ідентифікувати загрози, оцінювати наміри противника. Суттєву роль ШІ відіграє в реалізації тактичних систем доповненої реальності. Наприклад, ШІ дозволяє забезпечити класифікацію та семантичну сегментацію зображень, локалізацію та ідентифікацію мобільних об'єктів з метою схематичного відтворення контурів об'єктів як символів доповненої реальності для ефективного цілевказування.

## Важка промисловість
Роботи в багатьох галузях промисловості найчастіше виконують роботу, яка вважається небезпечною для людини. Роботи довели свою ефективність у роботах, які дуже повторюються, що може призвести до помилок або нещасних випадків через втрату концентрації та інших робочих місць, які люди можуть вважати такою, що принижує гідність. У 2014 році Китай, Японія, США, Республіка Корея та Німеччина об'єднали 70 % загального обсягу продажів роботів. У автомобільній промисловості, сектором з особливо високим ступенем автоматизації, у Японії найвища густина промислових роботів у світі: 1414 на 10 000 співробітників.

## Лікарні та медицина

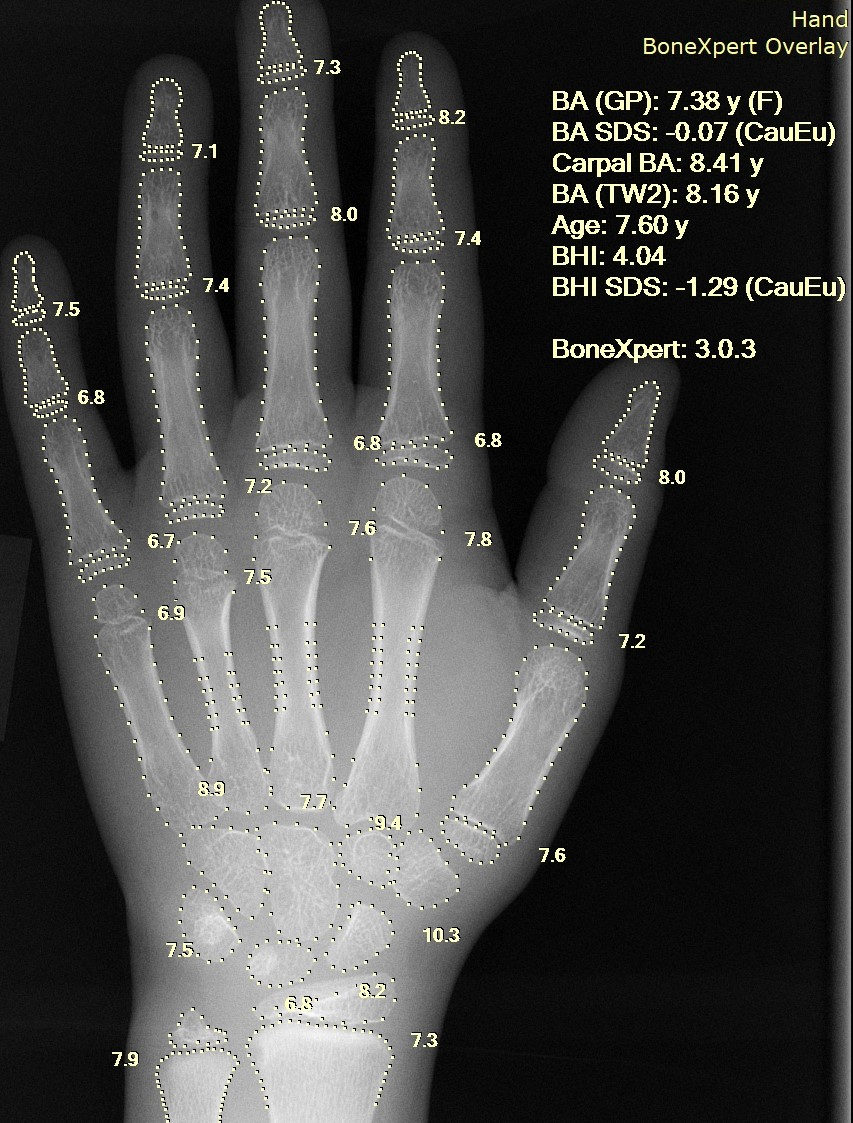
Рентген руки з автоматичним вирахуванням віку кісток за допомогою ШІ.

Штучні нейронні мережі використовуються як клінічні системи підтримки прийняття рішень (англ. Clinical decision support system) для медичної діагностики. Наприклад, технологія EMR.
Інші приклади використання ШІ в медицині, які потенційно може бути створено:
- Комп'ютерна інтерпретація медичних зображень. Такі системи допомагають сканувати цифрові зображення, наприклад, з комп'ютерної томографії, і виявляти типові хвороби. Наприклад, злоякісні пухлини.
- Аналіз серцебиття[3].
- Роботи-супутники для догляду за літніми людьми[4].
- Пошук медичних записів в архіві для надання точнішої інформації
- Розробка плану лікування.
- Надання консультацій.
- Створення лікарських засобів[5].

Наразі в галузі охорони здоров'я працюють понад 100 стартапів, які використовують ШІ.

## Судова система
У Китаї використали допоміжну технологію на базі ШІ під час судового засідання у Шанхаї. На прохання судді, державного обвинувача або захисника система 206 виводила на монітор потрібні докази. Тестувати систему почали у деяких провінціях та містах Китаю у травні 2018 року.

## Спорт
Greenshoot Labs створили футбольного тренера для команди Wingate&Finchley. Його завдання — сформувати склад для матчу й обрати тактику проти опонентів, стежити за фізичними показниками гравців і робити заміни на основі цієї інформації, вивчати тактику суперника.

## Наука
9 липня 2019 року, спеціальна програма ШІ Word2Vec в Lawrence Berkeley National Laboratory на підставі аналізу понад 3 млн. наукових публікацій, що було надруковано до 2009 року, змогла передбачити один з найкращих сучасних термоелектричних матеріалів. Якби така програма була в наявності 2009 року, на це відкриття не довелось би чекати аж до 2012 року, коли відповідний матеріал було відкрито науковцями. Дуже ймовірно, [оригінальне дослідження?] що інші дослідницькі установи будуть удосконалювати програму Word2Vec AI та їй подібні, щоби поглибити спроможності ШІ до аналізу та більш креативної обробки результатів досліджень і даних.

## Освіта
Штучний інтелект (ШІ) стає важливим інструментом у сучасній освіті, допомагаючи поліпшити якість навчання та викладання. За його допомогою створюються персоналізовані підходи, які враховують потреби кожного студента. Це дозволяє заповнювати прогалини в знаннях, адаптувати матеріали та автоматизувати рутинні завдання викладачів, такі як оцінювання завдань і виконання адміністративних процесів[неавторитетне джерело][первинне джерело].
Сучасні алгоритми ШІ також стали ключовим інструментом у підтримці академічної доброчесності. Вони дозволяють виявляти плагіат, забезпечуючи оригінальність студентських робіт, що є надзвичайно актуальним у цифрову епоху. Крім цього, технології ШІ аналізують поведінку студентів і допомагають викладачам вчасно виявляти ризики та надавати підтримку тим, хто цього потребує.
Один із прикладів використання ШІ в освіті — це використання платформ для адаптивного навчання, таких як Squirrel AI в Китаї. Ця система застосовує алгоритми ШІ для аналізу поведінки учнів, ідентифікуючи їхні сильні та слабкі сторони, а також формуючи персоналізовані навчальні плани. Це дозволяє студентам краще засвоювати матеріал і ефективніше використовувати час на навчання.

## Космос

### Комунікація з космічними кораблями
У червні 2023 року, в дослідницькому центрі NASA оголосили про розробку власного аналога ChatGPT для використання ШІ у космосі. У перспективі він дасть змогу астронавтам комунікувати з космічними кораблями та МКС у голосовому режимі. Ранню версію такого ШІ збираються використовувати на навколомісячній космічній станції Lunar Gateway, яку експлуатуватимуть і для вивчення Місяця в рамках проекту Artemis, і як майбутню станцію пересадки під час місій на Марс. Розробники вирішують розв'язання можливої ситуації, за якої система автоматично виправляла б проблеми з передачею даних та інші технічні збої. «Ми не можемо посилати інженера у космос щоразу, коли космічний апарат виходить з ладу або ламається його програмне забезпечення», — наголошують вони. На спеціальній сторінці NASA повідомляє, що їй знадобляться технології ШІ та машинного навчання для управління різними системами станції, навіть за відсутності астронавтів. До них відносяться автономні операції з науковими вантажами, розподіл пріоритетів під час передачі даних, автономне управління, контроль життєзабезпечення і багато іншого. У NASA вбачають потенціал нейромереж і здатність ШІ самонавчатися. Вони впевнені, що космічні чат-боти також проявлятимуть високу ефективність без доступу до суперкомп’ютерів, яких у космосі не може бути.

### Пошук позаземного життя
В січні 2023 року, незалежне онлайн-видання та джерело новин, в якому публікуються статті, присвячені науковим дослідженням, відкриттям та результатам ScienceAlert повідомило, що створений вченими ШІ зміг визначити понад 20 тисяч різних сигналів, які прийшли на Землю з космосу і 8 із цих сигналів можуть стосуватися позаземних цивілізацій. За словами Денні Прайса з Університету Кертін (Австралія), він та його колеги декілька років займалися пошуками доказів існування розумного життя за межами Сонячної системи. Вчені створили ШІ, для якого прописали спеціальний алгоритм, який допомагає визначити, які сигнали є техносигнатурами (тобто штучно створеними сигналами від можливих інопланетян), а які - звичайними радіоперешкодами. "Наш штучний інтелект був навчений шукати в даних радіотелескопів сигнали, які не могли бути створені природними астрофізичними процесами. Коли ми передали нашому ШІ раніше вивчений набір даних, він виявив 8 цікавих сигналів із космосу", - повідомив вчений.

## Образотворче мистецтво
Існує кілька інструментів і веб-сайтів на базі штучного інтелекту, які можуть генерувати зображення, ескізи та креслення на основі введення користувача. Ось кілька прикладів:
- Google AutoDraw https://www.autodraw.com/ цей інструмент використовує алгоритми машинного навчання, щоб розпізнавати дудли користувача та пропонувати пропозиції щодо їх заміни більш витонченими малюнками.
- DALL-E https://openai.com/dall-e/  це дослідницький проект OpenAI, який створює зображення з текстових описів за допомогою методів глибокого навчання.
- AI Painter https://paintschainer.preferred.tech/index_en.html цей веб-сайт дозволяє користувачам завантажувати штрихові малюнки, а потім використовувати ШІ для автоматичного розфарбовування зображення.
- DeepArt.io https://deepart.io/ цей веб-сайт дозволяє користувачам перетворювати свої фотографії на твори мистецтва в стилі відомих художників, використовуючи нейронні мережі та алгоритми машинного навчання.

## Інформатика

### Допомога у програмуванні

#### Інструменти допомоги у програмуванні на основі штучного інтелекту
Штучний інтелект може бути використаний для автоматичного завершення коду у реальному часі, чату та автоматизованої генерації тестів. Ці інструменти зазвичай інтегровані з редакторами та IDE як плагіни. Вони відрізняються за функціональністю, якістю, швидкістю та підходом до конфіденційності.
Пропозиції доповнення коду можуть бути неправильними і повинні бути уважно переглянуті розробниками програмного забезпечення перед прийняттям.
GitHub Copilot — це модель штучного інтелекту, розроблена GitHub та OpenAI, яка може автоматично завершувати код на різних мовах програмування. Ціна для фізичних осіб: $10/міс або $100/рік, з безкоштовним пробним місяцем.
Tabnine був створений Джейкобом Джексоном і спочатку належав компанії Tabnine. У кінці 2019 року Tabnine був придбаний Codota.
Інші інструменти: CodiumAI, Replit Ghostwriter CodeWhisperer, SourceGraph Cody, CodeCompleteFauxPilot, Tabby

#### Проектування нейронних мереж
ШІ можна застосовувати для створення інших ШІ.  Наприклад, в листопаді 2017, проект Google AutoML створив нову топологію NASNet продуктивність якої перевершувала попередні варіанти створені людьми.

### Історичні застосування
Дослідники штучного інтелекту створили багато інструментів для розв'язання найважчих проблем інформатики. Багато їхніх винаходів були успадковані мейнстримною інформатикою і більше не вважаються штучним інтелектом. Наприклад наступні ідеї були  розроблені в лабораторіях штучного інтелекту:
AI researchers have created many tools to solve the most difficult problems in computer science. Many of their inventions have been adopted by mainstream computer science and are no longer considered AI. All of the following were originally developed in AI laboratories:
- Розподіл часу
- Інтерактивні інтерпретатори
- Графічний інтерфейс користувача і комп'ютерна миша
- Середовища RAD
- структура даних зв'язаний список
- Automatic storage management[en]
- Символьне програмування
- Функційне програмування
- Динамічне програмування
- Об'єктно-орієнтоване програмування
- Оптичне розпізнавання символів
- Constraint satisfaction[en]

## Трансляція передач радіомовлення
Згідно повідомлення компанії ZDF, у Німеччині з’явиться радіостанція, контент для якої повністю підбиратиме та модеруватиме ШІ. Проєктом займається приватна німецька радіогрупа Audiotainment Südwest спільно з американською компанією Futuri Media, яка у 2023 році запустила RadioGPT під керуванням ШІ у США. Окрім музики, прогнозу погоди та новин, німецьке RadioGPT також шукатиме історії у соціальних мережах за регіональним принципом.

## Список сфер застосування ШІ
- Оптичне розпізнавання символів
- Розпізнавання рукописного введення
- Розпізнавання мовлення
- Розпізнавання обличчя
- Породжувальний штучний інтелект
- Обчислювальна творчість[en]
- Комп'ютерний зір, віртуальна реальність та обробка зображень
- Штучне життя
- Автоматизація
- Добування даних
- Представлення знань
- Семантична павутина
- Управління мережами стільникового зв'язку 6G

## Цікаві факти
Ексрозробники популярного дейтинг-додатка Tinder представили CupidBot. Чат-бот використовує ШІ для зваблення жінок від імені чоловіків, які не хочуть витрачати час на розмови. Ціль CupidBot — допомагати чоловікам, у яких серйозні проблеми зі спілкуванням і фліртом. Команда розробників запевняє, що їхній алгоритм може «влаштовувати побачення без відкриття будь-яких додатків». CupidBot буде лайкати фото і листуватися за користувача на онлайн-платформах для знайомств, також він «домовиться» про декілька побачень на тиждень. ШІ вибирає профілі, які «підходять» користувачеві, а потім чат-бот заводить розмову з обраною жінкою. Для цього ШІ використовує ChatGPT та аналізує історію збігів (match). Чат-бот може підтримувати понад 100 різних тональностей мови, зокрема жартівливу, поетичну і навіть за потреби агресивну. Тож справжня мета творців CupidBot — змусити Tinder полегшити процес знайомства для невпевнених у собі людей.